# Listă de districte din statul Dakota de Sud
- Prezenta este o listă de districte (în engleză township) din statul Dakota de Sud, ordonate alfabetic după fiecare comitat al statului bazat pe datele furnizate de agențiile guvernamentale United States Geological Survey și United States Census Bureau.

See: List of counties in South Dakota, List of cities in South Dakota, List of towns in South Dakota.

## Aurora County
- Aurora Township
- Belford  Township
- Bristol Township
- Center Township
- Cooper Township
- Crystal Lake Township
- Dudley Township
- Eureka Township
- Firesteel Township
- Gales Township
- Hopper Township
- Lake Township
- Palatine Township
- Patten Township
- Plankinton Township
- Pleasant Lake Township
- Pleasant Valley Township
- Truro Township
- Washington Township
- White Lake Township

## Beadle County
- Allen Township
- Altoona Township
- Banner Township
- Barrett Township
- Belle Prairie Township
- Bonilla Township
- Broadland Township
- Burr Oak Township
- Carlyle Township
- Cavour Township
- Clifton Township
- Clyde Township
- Custer Township
- Dearborn Township
- Foster Township
- Grant Township
- Hartland Township
- Iowa Township
- Kellogg Township
- Lake Byron Township
- Liberty Township
- Logan Township
- Milford Township
- Nance Township
- Pearl Creek Township
- Pleasant View Township
- Richland Township
- Sand Creek Township
- Theresa Township
- Valley Township
- Vernon Township
- Wessington Township
- Whiteside Township
- Wolsey Township

## Bennett County
No organized townships

## Bon Homme County
No organized townships

## Brookings County
- Afton Township
- Alton Township
- Argo Township
- Aurora Township
- Bangor Township
- Brookings Township
- Elkton Township
- Eureka Township
- Lake Hendricks Township
- Lake Sinai Township
- Laketon Township
- Medary Township
- Oak Lake Township
- Oakwood Township
- Oslo Township
- Parnell Township
- Preston Township
- Richland Township
- Sherman Township
- Sterling Township
- Trenton Township
- Volga Township
- Winsor Township

## Brown County
- Aberdeen Township
- Allison Township
- Bates Township
- Bath Township
- Brainard Township
- Cambria Township
- Carlisle Township
- Claremont Township
- Columbia Township
- East Hanson Township
- East Rondell Township
- Franklyn Township
- Frederick Township
- Garden Prairie Township
- Garland Township
- Gem Township
- Greenfield Township
- Groton Township
- Hecla Township
- Henry Township
- Highland Township
- Lansing Township
- Liberty Township
- Lincoln Township
- Mercier Township
- New Hope Township
- North Detroit Township
- Oneota Township
- Ordway Township
- Osceola Township
- Palmyra Township
- Portage Township
- Prairiewood Township
- Putney Township
- Ravinia Township
- Richland Township
- Riverside Township
- Savo Township
- Shelby Township
- South Detroit Township
- Warner Township
- West Hanson Township
- West Rondell Township
- Westport Township

## Brule County
- America Township
- Brule Township
- Chamberlain Township
- Cleveland Township
- Eagle Township
- Highland Township
- Kimball Township
- Lyon Township
- Ola Township
- Plainfield Township
- Pleasant Grove Township
- Plummer Township
- Pukwana Township
- Red Lake Township
- Richland Township
- Smith Township
- Torrey Lake Township
- Union Township
- Waldro Township
- West Point Township
- Wilbur Township
- Willow Lake Township

## Buffalo County
- Elvira Township

## Butte County
- Union Township
- Vale Township

## Campbell
No organized townships

## Charles Mix County
- Bryan Township
- Carroll Township
- Choteau Creek Township
- Darlington Township
- Forbes Township
- Goose Lake Township
- Hamilton Township
- Highland Township
- Howard Township
- Jackson Township
- Kennedy Township
- La Roche Township
- Lake George Township
- Lawrence Township
- Lone Tree Township
- Moore Township
- Plain Center Township
- Platte Township
- Ree Township
- Rhoda Township
- Rouse Township
- Signal Township
- Wahehe Township
- White Swan Township

## Clark County
- Ash Township
- Blaine Township
- Collins Township
- Cottonwood Township
- Darlington Township
- Day Township
- Eden Township
- Elrod Township
- Fordham Township
- Foxton Township
- Garfield Township
- Hague Township
- Lake Township
- Lincoln Township
- Logan Township
- Maydell Township
- Merton Township
- Mount Pleasant Township
- Pleasant Township
- Raymond Township
- Richland Township
- Rosedale Township
- Spring Valley Township
- Thorp Township
- Warren Township
- Washington Township
- Woodland Township

## Clay County
- Bethel Township
- Fairview Township
- Garfield Township
- Glenwood Township
- Meckling Township
- Norway Township
- Pleasant Valley Township
- Prairie Center Township
- Riverside Township
- Spirit Mound Township
- Star Township
- Vermillion Township

## Coddington County
- Dexter Township
- Eden Township
- Elmira Township
- Fuller Township
- Germantown Township
- Graceland Township
- Henry Township
- Kampeska Township
- Kranzburg Township
- Lake Township
- Leola Township
- Pelican Township
- Phipps Township
- Rauville Township
- Richland Township
- Sheridan Township
- Waverly Township

## Corson County
- Custer Township
- Pleasant Ridge Township
- Prairie View Township
- Ridgeland Township
- Rolling Green Township
- Sherman Township
- Wakpala Township
- Watauga Township

## Custer County
No organized townships

## Davison County
- Badger Township
- Baker Township
- Beulah Township
- Blendon Township
- Lisbon Township
- Mount Vernon Township
- Perry Township
- Prosper Township
- Rome Township
- Tobin Township
- Union Township

## Day County
- Andover Township
- Bristol Township
- Butler Township
- Central Point Township
- Egeland Township
- Farmington Township
- Grenville Township
- Highland Township
- Homer Township
- Independence Township
- Kidder Township
- Kosciusko Township
- Liberty Township
- Lynn Township
- Morton Township
- Nutley Township
- Oak Gulch Township
- Racine Township
- Raritan Township
- Rusk Township
- Scotland Township
- Troy Township
- Union Township
- Valley Township
- Waubay Township
- Webster Township
- Wheatland Township
- York Township

## Deuel County
- Altamont Township
- Antelope Valley Township
- Blom Township
- Brandt Township
- Clear Lake Township
- Glenwood Township
- Goodwin Township
- Grange Township
- Havana Township
- Herrick Township
- Hidewood Township
- Lowe Township
- Norden Township
- Portland Township
- Rome Township
- Scandinavia Township

## Dewey County
No organized townships

## Douglas County
- Belmont Township
- Chester Township
- Clark Township
- East Choteau Township
- Garfield Township
- Grandview Township
- Holland Township
- Independence Township
- Iowa Township
- Joubert Township
- Lincoln Township
- Valley Township
- Walnut Grove Township
- Washington Township

## Edmunds County
- Adrian Township
- Belle Township
- Bowdle Township
- Bryant Township
- Clear Lake Township
- Cleveland Township
- Cloyd Valley Township
- Cortlandt Township
- Cottonwood Lake Township
- Fountain Township
- Glen Township
- Glover Township
- Harmony Township
- Hillside Township
- Hosmer Township
- Hudson Township
- Huntley Township
- Ipswich Township
- Kent Township
- Liberty Township
- Madison Township
- Modena Township
- Montpelier Township
- North Bryant Township
- Odessa Township
- Pembrook Township
- Powell Township
- Richland Township
- Rosette Township
- Sangamon Township
- Union Township
- Vermont Township

## Fall River County
- Argentine Township
- Provo Township
- Robins Township

## Faulk County
- Arcade Township
- Bryant Township
- Centerville Township
- Clark Township
- Devoe Township
- Ellisville Township
- Emerson Township
- Enterprise Township
- Fairview Township
- Freedom Township
- Hillsdale Township
- Irving Township
- Lafoon Township
- Myron Township
- O'Neil Township
- Orient Township
- Pioneer Township
- Saratoga Township
- Sherman Township
- Tamworth Township
- Union Township
- Wesley Township
- Zell Township

## Grant County
- Adams Township
- Alban Township
- Big Stone Township
- Blooming Valley Township
- Farmington Township
- Georgia Township
- Grant Center Township
- Kilborn Township
- Lura Township
- Madison Township
- Mazeppa Township
- Melrose Township
- Osceola Township
- Stockholm Township
- Troy Township
- Twin Brooks Township
- Vernon Township

## Gregory County
- Burke Township
- Dickens Township
- Dixon Township
- Edens Township
- Fairfax Township
- Jones Township
- Landing Creek Township
- Pleasant Valley Township
- Schriever Township
- Star Valley Township

## Haakon County
No organized townships

## Hamlin County
- Brantford Township
- Castlewood Township
- Cleveland Township
- Dempster Township
- Dixon Township
- Estelline Township
- Florence Township
- Garfield Township
- Hamlin Township
- Hayti Township
- Norden Township
- Opdahl Township
- Oxford Township

## Hand County
- Alden Township
- Alpha Township
- Bates Township
- Burdette Township
- Campbell Township
- Carlton Township
- Cedar Township
- Como Township
- Florence Township
- Gilbert Township
- Glendale Township
- Grand Township
- Greenleaf Township
- Hiland Township
- Holden Township
- Hulbert Township
- Linn Township
- Logan Township
- Midland Township
- Miller Township
- Mondamin Township
- Ohio Township
- Ontario Township
- Park Township
- Pearl Township
- Plato Township
- Pleasant Valley Township
- Riverside Township
- Rockdale Township
- Rose Hill Township
- Saint Lawrence Township
- Spring Hill Township
- Spring Lake Township
- Wheaton Township
- York Township

## Hanson County
- Beulah Township
- Edgerton Township
- Fairview Township
- Hanson Township
- Jasper Township
- Plano Township
- Pleasant Township
- Rosedale Township
- Spring Lake Township
- Taylor Township
- Wayne Township
- Worthen Township

## Harding County
No organized townships

## Hughes County
- Raber Township

## Hutchinson County
- Capital Township
- Clayton Township
- Cross Plains Township
- Fair Township
- Foster Township
- German Township
- Grandview Township
- Kassel Township
- Kaylor Township
- Kulm Township
- Liberty Township
- Milltown Township
- Molan Township
- Oak Hollow Township
- Pleasant Township
- Sharon Township
- Silver Lake Township
- Starr Township
- Susquehanna Township
- Sweet Township
- Valley Township
- Wittenberg Township
- Wolf Creek Township

## Hyde County
- Valley Township
- William Hamilton Township

## Jackson County
- Grandview II Township
- Interior Township
- Jewett Township
- Wall Township
- Weta Township

## Jerauld County
- Alpena Township
- Anina Township
- Blaine Township
- Chery Township
- Crow Township
- Crow Lake Township
- Franklin Township
- Harmony Township
- Logan Township
- Marlar Township
- Pleasant Township
- Viola Township
- Wessington Springs Township

## Jones County
- Buffalo Township
- Draper Township
- Dunkel Township
- Kolls Township
- Morgan Township
- Mullen Township
- Mussman Township
- Okaton Township
- Scovil Township
- South Creek Township
- Virgil Township
- Williams Creek Township
- Zickrick Township

## Kingsbury County
- Badger Township
- Baker Township
- De Smet Township
- Denver Township
- Esmond Township
- Hartland Township
- Iroquois Township
- Le Sueur Township
- Manchester Township
- Mathews Township
- Spirit Lake Township
- Spring Lake Township
- Whitewood Township

## Lake County
- Badus Township
- Chester Township
- Clarno Township
- Concord Township
- Farmington Township
- Franklin Township
- Herman Township
- Lake View Township
- Le Roy Township
- Nunda Township
- Orland Township
- Rutland Township
- Summit Township
- Wayne Township
- Wentworth Township
- Winfred Township

## Lawrence County
- Saint Onge Township

## Lincoln County
- Brooklyn Township
- Canton Township
- Dayton Township
- Delapre Township
- Delaware Township
- Eden Township
- Fairview Township
- Grant Township
- Highland Township
- La Valley Township
- Lincoln Township
- Lynn Township
- Norway Township
- Perry Township
- Pleasant Township
- Springdale Township

## Lyman County
- Bailey Township
- Iona Township
- Oacoma Township
- Pleasant Township
- Pratt Township
- Rex Township
- Rose Township
- Vivian Township

## Marshall County
- Buffalo Township
- Dayton Township
- Dumarce Township
- Eden Township
- Fort Township
- Hamilton Township
- Hickman Township
- La Belle Township
- Lake Township
- Lowell Township
- McKinley Township
- Miller Township
- Newark Township
- Newport Township
- Nordland Township
- Pleasant Valley Township
- Red Iron Lake Township
- Sisseton Township
- Stena Township
- Veblen Township
- Victor Township
- Waverly Township
- Weston Township
- White Township
- Wismer Township

## McCook County
- Benton Township
- Bridgewater Township
- Brookfield Township
- Canistota Township
- Emery Township
- Grant Township
- Greenland Township
- Jefferson Township
- Montrose Township
- Pearl Township
- Ramsey Township
- Richland Township
- Salem Township
- Spring Valley Township
- Sun Prairie Township
- Union Township

## McPherson County
- Carl Township
- Hoffman Township
- Wachter Township
- Wacker Township
- Weber Township

## Meade County
- Dakota Township
- Eagle Township
- Elm Springs Township
- Howard Township
- Lakeside Township
- Smithville Township
- Union Township
- Upper Red Owl Township

## Mellette County
- Bad Nation Township
- Blackpipe Township
- Butte Township
- Cody Township
- Fairview Township
- Mosher Township
- New Surprise Valley Township
- Norris Township
- Prospect Township
- Red Fish Township
- Ring Thunder Township
- Riverside Township
- Rocky Ford Township
- Rosebud Township
- Running Bird Township
- Surprise Valley Township

## Miner County
- Adams Township
- Beaver Township
- Belleview Township
- Canova Township
- Carthage Township
- Clearwater Township
- Clinton Township
- Grafton Township
- Green Valley Township
- Henden Township
- Howard Township
- Miner Township
- Redstone Township
- Rock Creek Township
- Roswell Township
- Vermillion Township

## Minnehaha County
- Benton Township
- Brandon Township
- Buffalo Township
- Burk Township
- Clear Lake Township
- Dell Rapids Township
- Edison Township
- Grand Meadow Township
- Hartford Township
- Highland Township
- Humboldt Township
- Logan Township
- Lyons Township
- Mapleton Township
- Palisade Township
- Red Rock Township
- Split Rock Township
- Sverdrup Township
- Taopi Township
- Valley Springs Township
- Wall Lake Township
- Wayne Township
- Wellington Township

## Moody County
- Alliance Township
- Blinsmon Township
- Clare Township
- Colman Township
- Egan Township
- Enterprise Township
- Flandreau Township
- Fremont Township
- Grovena Township
- Jefferson Township
- Lone Rock Township
- Lynn Township
- Riverview Township
- Spring Creek Township
- Union Township
- Ward Township

## Pennington County
- Ash Township
- Castle Butte Township
- Cedar Butte Township
- Conata Township
- Crooked Creek Township
- Fairview Township
- Flat Butte Township
- Huron Township
- Imlay Township
- Lake Creek Township
- Lake Flat Township
- Lake Hill Township
- Owanka Township
- Peno Township
- Quinn Township
- Rainy Creek/Cheyenne Township
- Scenic Township
- Shyne Township
- Sunnyside Township
- Wasta Township

## Perkins County
- Ada Township
- Anderson Township
- Antelope Township
- Barrett Township
- Beck-Highland Township
- Bison Township
- Burdick Township
- Cash Township
- Castle Butte Township
- Chance Township
- Chaudoin Township
- Clark Township
- De Witt Township
- Duell Township
- Englewood Township
- Flat Creek Township
- Foster Township
- Fredlund Township
- Glendo Township
- Grand River Township
- Hall Township
- Horse Creek Township
- Liberty Township
- Lincoln Township
- Lodgepole Township
- Lone Tree Township
- Maltby Township
- Marshfield Township
- Martin Township
- Meadow Township
- Moreau Township
- Plateau Township
- Rainbow Township
- Rockford Township
- Scotch Cap Township
- Sidney Township
- Strool Township
- Trail Township
- Vail Township
- Vickers Township
- Viking Township
- Vrooman Township
- Wells Township
- White Butte Township
- Wilson Township

## Potter County
No organized townships

## Roberts County
- Agency Township
- Alto Township
- Becker Township
- Bossko Township
- Bryant Township
- Dry Wood Lake Township
- Easter Township
- Enterprise Township
- Garfield Township
- Geneseo Township
- Goodwill Township
- Grant Township
- Harmon Township
- Hart Township
- Lake Township
- Lawrence Township
- Lee Township
- Lien Township
- Lockwood Township
- Long Hollow Township
- Minnesota Township
- Norway Township
- One Road Township
- Ortley Township
- Sisseton Township
- Spring Grove Township
- Springdale Township
- Summit Township
- Victor Township
- White Rock Township

## Sanborn County
- Afton Township
- Benedict Township
- Butler Township
- Diana Township
- Elliott Township
- Floyd Township
- Jackson Township
- Letcher Township
- Logan Township
- Oneida Township
- Ravenna Township
- Silver Creek Township
- Twin Lake Township
- Union Township
- Warren Township
- Woonsocket Township

## Shannon County
No organized townships

## Spink County
- Antelope Township
- Athol Township
- Belle Plaine Township
- Belmont Township
- Benton Township
- Beotia Township
- Buffalo Township
- Capitola Township
- Clifton Township
- Conde Township
- Cornwall Township
- Crandon Township
- Exline Township
- Frankfort Township
- Garfield Township
- Great Bend Township
- Groveland Township
- Harmony Township
- Harrison Township
- Jefferson Township
- La Prairie Township
- Lake Township
- Lincoln Township
- Lodi Township
- Mellette Township
- Northville Township
- Olean Township
- Prairie Center Township
- Redfield Township
- Richfield Township
- Spring Township
- Sumner Township
- Tetonka Township
- Three Rivers Township
- Tulare Township
- Turton Township
- Union Township

## Stanley County
No organized townships

## Sully County
No organized townships

## Todd County
No organized townships

## Tripp County
- Banner Township
- Beaver Creek Township
- Black Township
- Brunson Township
- Bull Creek Township
- Carter Township
- Colome Township
- Condon Township
- Curlew Township
- Dog Ear Township
- Elliston Township
- Greenwood Township
- Holsclaw Township
- Huggins Township
- Ideal Township
- Irwin Township
- Jordan Township
- Keyapaha Township
- King Township
- Lake Township
- Lamro Township
- Lincoln Township
- Lone Star Township
- Lone Tree Township
- McNeely Township
- Millboro Township
- Plainview Township
- Pleasant Valley Township
- Pleasant View Township
- Rames Township
- Rosedale Township
- Roseland Township
- Star Prairie Township
- Star Valley Township
- Stewart Township
- Sully Township
- Taylor Township
- Valley Township
- Weaver Township
- Willow Creek Township
- Wilson Township
- Witten Township
- Wortman Township
- Wright Township

## Turner County
- Brothersfield Township
- Centerville Township
- Childstown Township
- Daneville Township
- Dolton Township
- Germantown Township
- Home Township
- Hurley Township
- Marion Township
- Middleton Township
- Monroe Township
- Norway Township
- Parker Township
- Rosefield Township
- Salem Township
- Spring Valley Township
- Swan Lake Township
- Turner Township

## Union County
- Alcester Township
- Big Sioux Township
- Big Springs Township
- Brule Township
- Civil Bend Township
- Elk Point Township
- Emmet Township
- Jefferson Township
- Prairie Township
- Sioux Valley Township
- Spink Township
- Virginia Township

## Walworth County
No organized townships

## Yankton County
- Gayville Township
- Jamesville Township
- Marindahl Township
- Mayfield Township
- Mission Hill Township
- Turkey Valley Township
- Utica Township
- Volin Township
- Walshtown Township

## Ziebach County
No organized townships